# Боцман

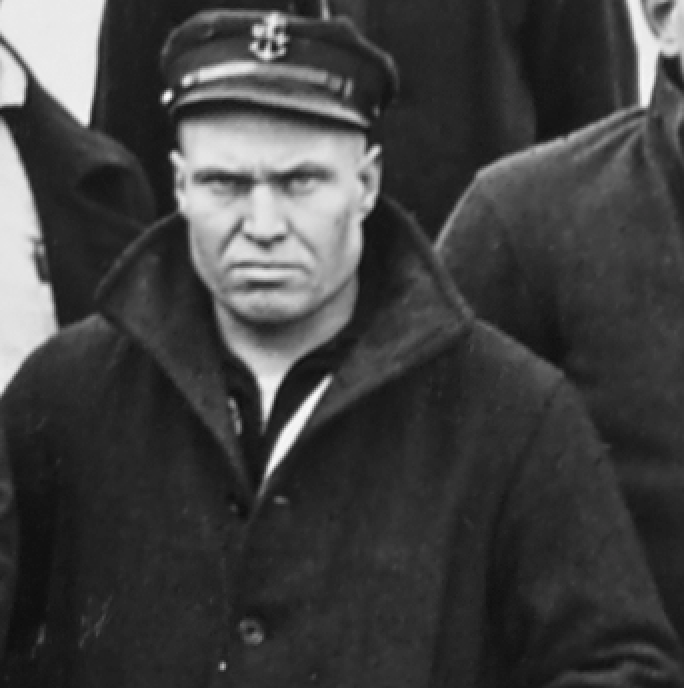
Боцман американской подводной лодки USS S-4

Бо́цман (от нидерл. bootsman, от boot — «лодка» и man — «человек»): 
- Унтер-офицерское воинское звание строевого состава, существовавшее в Российском императорском флоте (РИФ) и в ВМФ ряда государств и стран мира, а также существующее в ВМС ряда современных государств. В Российском императорском флоте (РИФ) упразднено после Октябрьской революции
- Воинская должность военнослужащих унтер-офицерского состава корабельной службы в РИФ и во флотах ряда государств и стран мира, а также военнослужащих старшинского и мичманского составов (до 1943 года — младшего командного состава) корабельной службы ВМФ СССР и ВМФ РФ. В составе экипажей крупных военных кораблей в большинстве случаев имеется боцманская команда, состоящая из нескольких боцманов под управлением главного боцмана, как правило, из мичманского или старшего унтер-офицерского (уорент-офицерского) состава. В РИФ до Октябрьской революции вместо главного боцмана существовало звание-должность старший боцман
- Должность на судах гражданского флота для специалистов младшего руководящего звена судовой команды

## Воинские звание и должность
Должность боцмана — это должность старшего строевого унтер-офицера. На корабле боцман имеет старшинство над всеми нижними чинами, как строевыми, так и нестроевыми. Боцман должен знать имена всех матросов и унтер-офицеров, их способности и познания в морском деле, наблюдать за их поведением и, кроме того, — производство такелажных работ, подъём тяжестей, постановку и спуск рангоута, уборку якорей, всё оборудование вплоть до вооружения корабля, компас, управление рулём и парусами на шлюпках в различных ситуациях, основу леерного сообщения с берегом и методы подводки пластыря на пробоину. При наличии на корабле боцманской команды все боцманы из её состава, включая своего начальника (старшего боцмана или главного боцмана), поочерёдно несут вахту. Находящегося на вахте боцмана называют «вахтенным боцманом». В его обязанности входит контроль за исправным состоянием такелажа, используемого для подъёма тяжестей. Во время похода он каждое утро осматривает рангоут, при подходе к якорной стоянке проверяет готовность якорного оборудования и руководит процессом отдачи якоря, как только последует команда командира корабля. Наблюдает за исправным состоянием наружного вида корабля. При авральных работах старший боцман (главный боцман) находится на баке. Во время авральных работ, а также во время общего построения команды на верхней палубе, старший боцман (главный боцман) принимает обязанности вахтенного боцмана.

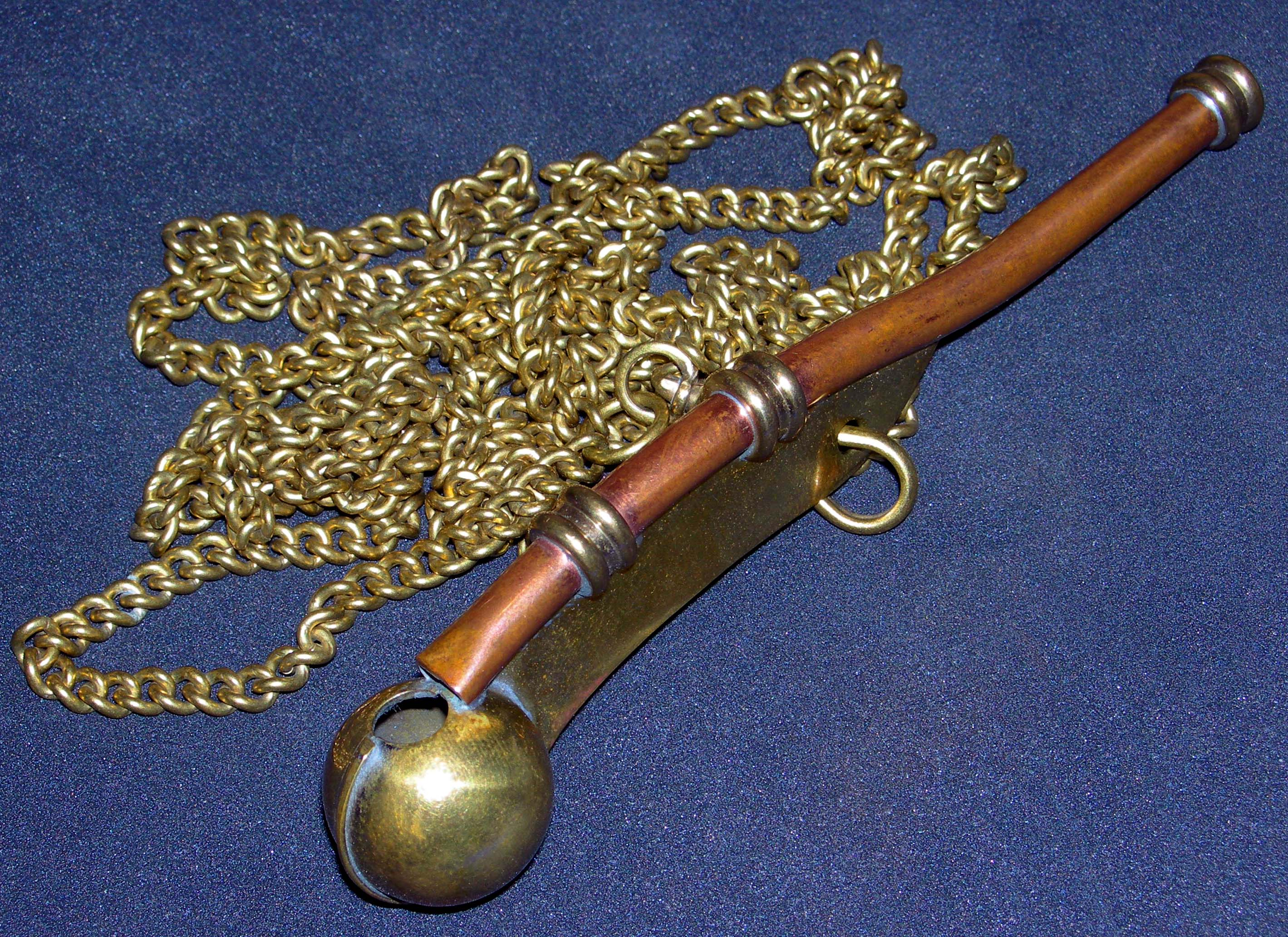
Традиционное отличие боцмана — боцманская дудка

| Младшее звание: Боцманмат | Боцман | Старшее звание: Старший боцман Гардемарин Кондукто́р Старший фельдшер |

## Торговый флот
На торговых судах боцман следит за исправностью судовых спасательных средств, шлюпочного и якорного оборудования, а также за их работоспособностью. Руководит погрузкой тяжеловесных грузов и их креплением к палубе, распределяет между матросами работу и следит за её выполнением. Является своего рода завхозом.

## Из истории английского флота
В Английском флоте правом осуществлять казнь через повешение наделяли исключительно боцмана на парусном корабле. Если в казни возникала заминка, репутация боцмана была подорвана.

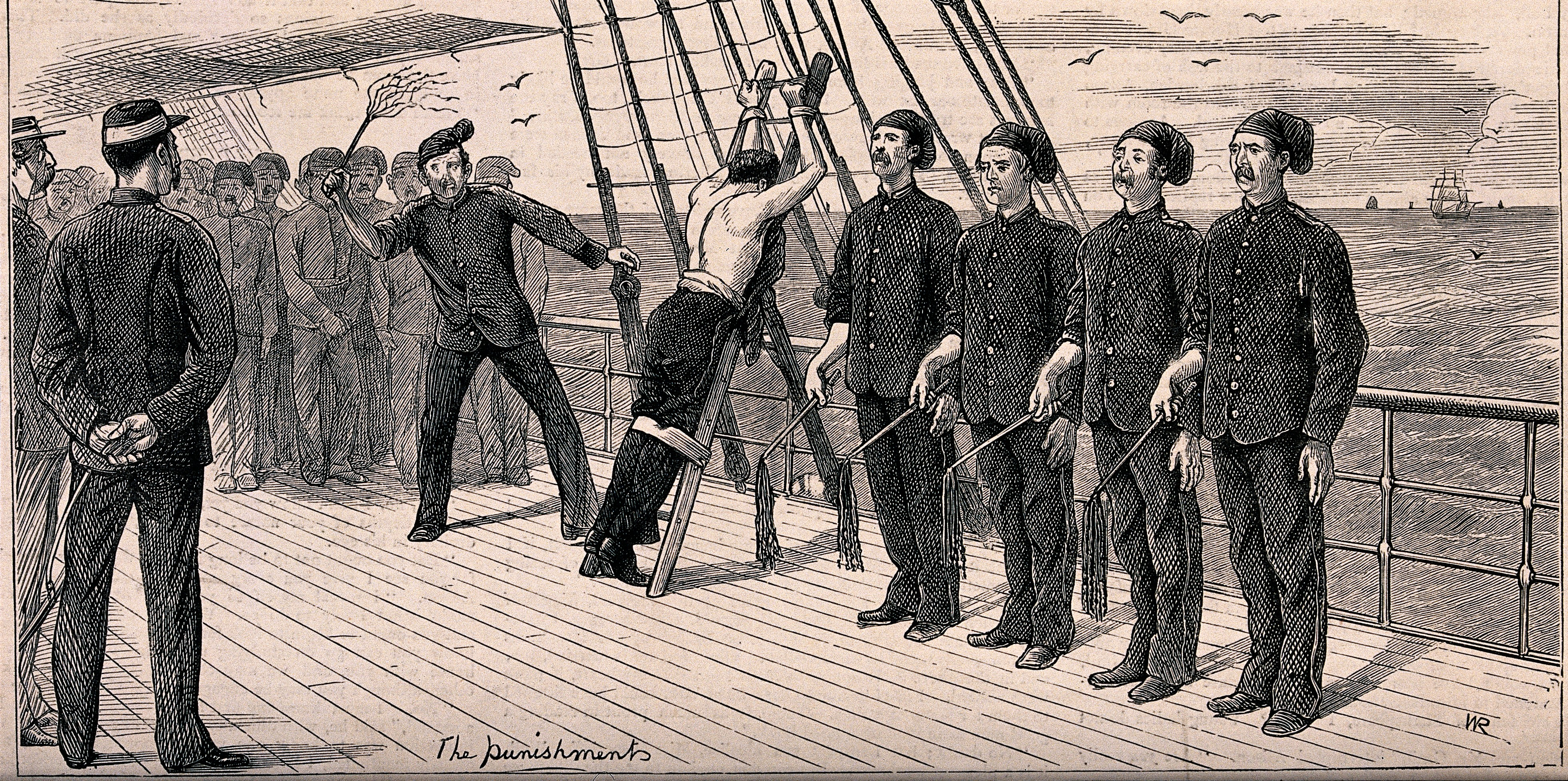
Наказание «кошкой» на Английском флоте

Другим видом смертной казни в Английском флоте было наказание «кошками» (плетью с завязанными на ней узлами для усиления боли), которое также производил боцман перед всем экипажем ради устрашения. Приговорённого к казни матроса привязывали за кисти рук к решётчатому люку, который вертикально ставили на шканцах, или к стволу пушки, а боцман под барабаны наносил удары «кошкой» по его спине. После первой дюжины ударов окровавленные косички «кошки» слипались в один жгут и удары становились нестерпимыми, матросы теряли сознание и умирали в состоянии шока. Чтобы не терять напрасно матросов, Британское адмиралтейство в середине XVII века издало приказ, что после первой дюжины ударов помощник боцмана обязан был разъединить слипшиеся от крови косички «кошки». Эта процедура носила название «расчесать кошку». Она повторялась после каждой дюжины ударов. Но даже самые выносливые матросы не могли выдержать шести дюжин ударов, теряли сознание от боли и погибали.